# Regionální muzeum v Kopřivnici
Regionální muzeum v Kopřivnici bylo obecně prospěšnou společností (RMK), která se v roce 1998 stala správcem tatrovácké sbírky a provozovatelem Technického muzea TATRA v Kopřivnici. RMK svou činností navázalo na své institucionální předchůdce: Lašské museum (1947–1967) pod správou města Kopřivnice, Technické muzeum jako nevýrobní středisko národního podniku TATRA (1968–1993) a později, po privatizaci automobilky, zůstalo součástí TATRY, a. s. (1993–1997). 
RMK k 1. dubnu 2024 zaniklo, Technické muzeum Tatra se stalo Muzeem osobních automobilů Tatra, jednou z poboček Muzea Novojičínska a součástí Muzea nákladních automobilů Tatra. Lašské muzeum a Muzeum Fojtství spravuje město Kopřivnice.